# 2AM
2AM (Ту-эй-эм, кор. 투에이엠) — южнокорейская музыкальная группа (бой-бэнд) под управлением агентства JYP Entertainment. Состоит из четырёх человек.
Вместе с 2PM — другой группой этого же агентства — 2AM образуют музыкальный проект One Day.
Официальный дебют группы состоялся 11 июля 2008 года на передаче Music Bank на телеканала KBS, где они исполнили песню «This Song» (кор. «이노래»).
Официальное название фан-клуба группы — IAM, официальный цвет — металлический серый.
Свой первый «Мутизен» на телепередаче Inkigayo группа выиграла 7 февраля 2010 года с песней «Can’t Let You Go Even If I Die».
Спустя 7 лет 2021 году 2AM вернулись с новым альбомом «Ballad 21 F/W». Два заглавных трека написали Бан Ши Хёк (Should′ve known ) и Пак Чжин Ён (No good in good-bye) , которые работали с 2AM, когда те подписали контракт с JYP Entertainment.

## История

### Hot Blood
Участники 2AM вместе с группой 2PM перед дебютом участвовали в документальной передаче Hot Blood" («Горячая кровь») канала Mnet о тренировочных днях стажеров JYP Entertainment. Из одиннадцати участников после окончания передачи сформировали музыкальный проект One Day, поделённый на две группы: 2AM и 2PM.
Чханмин был единственным из группы One Day, кто не участвовал в передаче, потому что в это время проходил обязательную службу в армии. Чинун не был отобран по результатам стажировки на передаче (выбыл), но потом один из участников проекта ушёл из агентства JYP Entertainment, и Чинуна ввели в состав группы 2AM вместо него.

## Состав
- Чо Квон[англ.] (кор. 조권, Jo Kwon)
- Чханмин[англ.], полн. имя: И (Ли) Чханмин (кор. 이창민, Lee Changmin)
- Сырон[англ.], полн. имя: Им (Лим) Сырон (кор. 임슬옹, Lim Seulong)
- Чинун[англ.], полн. имя: Чон Чинун (кор. 정진운, Jeong Jinwoon)

## Дискография
Подробнее см. в статье «2AM discography» в английском разделе.
- Saint o'Clock (2010)
- Voice (2013)
- One Spring Day (2013)
- Let’s Talk (2014)
- No good in good-bye (2021)
- Should′ve known (2021)

## Премии и номинации
- См. статью «List of awards and nominations received by 2AM» в английском разделе.